# チーズバーガー天国
「チーズバーガー天国」（チーズバーガーてんごく、英語: Cheeseburger in Paradise）は、アメリカの歌手ジミー・バフェットの楽曲。1978年のアルバム『冒険と海』からシングルカットとして発売。B面は「アフリカの友」（African Friend）。日本では日本コロムビアから発売。
バフェットが商標をランセンスしているマルガリータヴィル・レストランでは曲名と同じチーズバーガーとフライドポテトのメニューを販売している。

## 収録曲
1. チーズバーガー天国 (Cheeseburger in Paradise)
2. アフリカの友 (African Friend)

| スタブアイコン | サブスタブ | この項目は、まだ閲覧者の調べものの参照としては役立たない、シングルに関連した書きかけの項目です。この項目を加筆・訂正などしてくださる協力者を求めています（P:音楽/PJ:楽曲）。 |